# 第41步兵師 (德國國防軍)
第41步兵師（德語：41. Infanterie-Division）是納粹德國國防軍陸軍的一個步兵師。該師於1943年12月在穆爾河畔布魯克組建。
該師初建時番號為第41要塞師（德語：41. Festungs-Division），其初時駐紮在希臘當地治安維持工作。1945年1月，該師改編為第41步兵師。
該師最後向南斯拉夫游擊隊投降。

## 註腳
1. ↑  Mitcham（2007年）